# Laran
Laran ist ein indonesischer Ort im südlichen Zentrum der Insel Timor (Desa Wehali, Distrikt Malaka Tengah, Regierungsbezirk Malaka) und war die Hauptstadt des alten timoresischen Reiches Wehale. Laran dominierte jahrhundertelang als spirituelles Zentrum die Insel. Der Herrscher wurde nach dem mythischen Gründer des Reiches Liurai genannt. Den Kern des Wehale-Reiches bildeten Angehörige des Tetum-Volkes.

## Einwohner
Die Bevölkerung spricht mehrheitlich Tetum Terik als Muttersprache.

## Geschichte
Mit seiner Hauptstadt Laran dominierte das Reich Wehale jahrhundertelang als spirituelles Zentrum die Insel Timor. Der Herrscher wurde nach dem mythischen Gründer des Reiches Liurai genannt.
Antonio Pigafetta, ein Mitglied der Magellanexpedition, besuchte Timor kurz im Jahre 1522. Er berichtet von vier Hauptkönigen auf Timor, die Brüder waren: Oibich, Lichisana, Suai und Canabaza. Oibich war der Oberste der vier. Oibich konnte man Wewiku zuordnen, das in späteren Quellen als Stützpunkt Wehales bezeichnet wird. Suai ist Hauptstadt der heute osttimoresischen Gemeinde Cova Lima und bildete wahrscheinlich mit Camenaça ein Doppelreich. Lichisana wird mit Liquiçá gleichgesetzt. Da Lichisana und Suai-Canabaza Wehale tributpflichtig waren und alle diese Reiche im Zentrum und Osten Timors lagen, wurden sie von den Portugiesen später als Provinz von Belu (auch: Belos oder Behale) zusammengefasst. Eisen war bekannt, aber es war keine Schrift in Gebrauch. Die Bevölkerung betrieb traditionelle, animistische Praktiken.
Am 26. Mai 1641 besiegte der portugiesische Heerführer Francisco Fernandes eine Streitmacht des Liurais von Wehale an der Grenze zu Mena. Die Portugiesen begannen daraufhin unter Fernandes mit einer groß angelegten Militäraktion, um ihre Kontrolle auf das Inselinnere auszuweiten. Die vorangegangene Christianisierung unterstützte die Portugiesen bei ihrem schnellen und brutalen Sieg, da ihr Einfluss auf die Timoresen den Widerstand bereits geschwächt hatte. Fernandes führte den Feldzug mit nur 90 portugiesischen Musketieren durch. Unterstützt wurde er aber von zahlreichen timoresischen Kriegern. Er zog zunächst durch das Gebiet von Sonba’i und eroberte bis 1642 das Königreich Wehale, das als religiöses und politisches Zentrum der Insel galt.
Als 1749 ein portugiesischer Angriff auf die niederländische Besitzung Kupang in einem Desaster endete, brach die portugiesische Herrschaft in Westtimor zusammen. Ein Großteil der regionalen Herrscher schlossen 1756 Verträge mit der niederländischen Ostindien-Kompanie. Darunter auch ein Jacinto Correa, König von Wewiku-Wehale und Großfürst von Belu, der auch im Namen vieler Gebiete im Zentrum Timors den dubiosen Vertrag von Paravicini unterschrieb, darunter auch für Wewiku, das noch immer zur Einflusssphäre Wehales gehörte. Das Gebiet kam zumindest nominell unter niederländische Vorherrschaft. Erst 1906 wurde das Gebiet von Wehale endgültig in die Kolonialstruktur der Niederländer integriert, der lokale Herrscher verblieb.